# Rinascita Volley '78 Lagonegro 2016-2017
Questa voce raccoglie le informazioni riguardanti la Rinascita Volley '78 Lagonegro nelle competizioni ufficiali della stagione 2016-2017.

## Stagione
La stagione 2016-17 è per la Rinascita Volley '78 Lagonegro, sponsorizzata da Basi Grafiche e Geosat, la prima in Serie A2: la società infatti ottiene la partecipazione al campionato cadetto a seguito del ripescaggio dalla Serie B1. Come allenatore viene confermato Paolo Falabella così come diversi giocatori: Filippo Boesso, Marco Cubito, Domenico Maiorana e Giuseppe Boscaini. Tra i nuovi acquisti quelli di Jonas Kvalen, Alessandro Giosa, Jordan Gălăbinov, Willyan da Silva e Martín Kindgard, quest'ultimo ceduto a campionato in corso, mentre tra le cessioni quelle di Francesco Maiorana, Ernesto Turano e Giuseppe Iorno.
Il campionato si apre con cinque sconfitte consecutive: la prima vittoria arriva alla sesta giornata contro il Club Italia; seguono altri tre successi di fila che portano il club di Lagonegro a chiudere il girone di andata al sesto posto in classifica, non utile per qualificarsi alla Coppa Italia di Serie A2. Il girone di ritorno inizia con tre gare perse: dopo una vittoria sul Volleyball Aversa e una sconfitta subita dalla Volley Lupi Santa Croce, la squadra lucana chiude la regular season con quattro vittorie consecutive e la conferma del sesto posto in classifica nel proprio girone. Nella pool salvezza la Rinascita Volley 78 Lagonegro, nel girone di andata, vince le partite disputate in trasferta e perde quelle in casa mentre, nel girone di ritorno, ottiene esclusivamente successi, eccetto all'ultima giornata quando è sconfitta dall'Atlantide Pallavolo Brescia: chiude al primo posto in classifica ottenendo la salvezza e la permanenza in Serie A2.

## Organigramma societario
Area direttiva
- Presidente: Nicola Carlomagno
- Vicepresidente: Salvatore Cosentino, Gaetano Sangineto

Area organizzativa
- Direttore sportivo: Nicola Tortorella

Area tecnica
- Allenatore: Paolo Falabella
- Allenatore in seconda: Francesco Denora Caporusso
- Scout man: Saverio Di Lascio
- Responsabile settore giovanile: Giuseppe Falabella

Area comunicazione
- Addetto stampa: Paola Vaiano

Area marketing
- Responsabile marketing: Massimiliano Padula

Area sanitaria
- Preparatore atletico: Vincenzo Ghizzoni
- Fisioterapista: Vincenzo Iannibelli

## Rosa
| N° | Nome              | Ruolo | Data di nascita  | Nazionalità sportiva |
| -- | ----------------- | ----- | ---------------- | -------------------- |
| 1  | Jonas Kvalen      | S/O   | 6 giugno 1992    | Norvegia             |
| 2  | Nicola Fortunato  | L     | 25 febbraio 1995 | Italia               |
| 3  | Marco Cubito      | C     | 25 aprile 1992   | Italia               |
| 5  | Willyan da Silva  | S     | 19 novembre 1991 | Brasile              |
| 6  | Pasquale Gabriele | S     | 5 gennaio 1991   | Italia               |
| 8  | Filippo Boesso    | S     | 2 agosto 1993    | Italia               |
| 9  | Leonardo Parisi   | P     | 3 giugno 1985    | Italia               |
| 10 | Domenico Maiorana | L     | 9 ottobre 1990   | Italia               |
| 11 | Giuseppe Boscaini | S     | 11 ottobre 1986  | Italia               |
| 12 | François Zonno    | P     | 10 aprile 1988   | Italia               |
| 14 | Alessandro Giosa  | C     | 5 agosto 1977    | Italia               |
| 16 | Jordan Gălăbinov  | S     | 1º luglio 1990   | Italia               |
| 17 | Martín Kindgard   | P     | 15 dicembre 1986 | Italia               |
| 17 | Lorenzo Piazza    | P     | 3 ottobre 1992   | Italia               |
| 18 | Matteo Pizzichini | C     | 29 gennaio 1996  | Italia               |

## Mercato
| Acquisti | Acquisti          | Acquisti          | Acquisti   |
| R.       | Nome              | da                | Modalità   |
| -------- | ----------------- | ----------------- | ---------- |
| S/O      | Jonas Kvalen      | Menen             | definitivo |
| S        | Willyan da Silva  | Juiz de Fora      | definitivo |
| P        | François Zonno    | inattivo          | definitivo |
| C        | Alessandro Giosa  | Materdomini       | definitivo |
| S        | Jordan Gălăbinov  | Invicta           | definitivo |
| P        | Lorenzo Piazza    | Olimpia Bergamo   | definitivo |
| C        | Matteo Pizzichini | Appignano         | definitivo |
| P        | Martín Kindgard   | Puerto San Martín | definitivo |

| Cessioni | Cessioni             | Cessioni       | Cessioni   |
| R.       | Nome                 | a              | Modalità   |
| -------- | -------------------- | -------------- | ---------- |
| S/O      | Stefano Bartali      | UDAS           | definitivo |
| L        | Bartolomeo Benedetto | ?              | definitivo |
| S        | Manuel Bruno         | Macerata       | definitivo |
| C        | Giuseppe Iorno       | Team Volley    | definitivo |
| P        | Martín Kindgard      | UPCN           | definitivo |
| P        | Francesco Maiorana   | Agnone         | definitivo |
| P        | Leonardo Parisi      | New Mater      | definitivo |
| C        | Ernesto Turano       | New Real Gioia | definitivo |

## Risultati

### Serie A2

#### Regular season

##### Girone di andata
| 1ª giornata - 8 ottobre 2016 PalaGrotte, Castellana Grotte       | New Mater           | 3 - 0 | Rinascita Lagonegro | 33-31, 25-17, 25-22               |
| 2ª giornata - 16 ottobre 2016 PalaAlberti, Lauria                | Rinascita Lagonegro | 0 - 3 | Emma Villas         | 17-25, 20-25, 21-25               |
| 3ª giornata - 23 ottobre 2016 PalaMalè, Viterbo                  | Tuscania            | 3 - 2 | Rinascita Lagonegro | 26-24, 27-29, 25-23, 21-25, 15-11 |
| 4ª giornata - 30 ottobre 2016 PalaAlberti, Lauria                | Rinascita Lagonegro | 1 - 3 | Aversa              | 25-22, 22-25, 24-26, 16-25        |
| 5ª giornata - 5 novembre 2016 PalaAlberti, Lauria                | Rinascita Lagonegro | 0 - 3 | Lupi Santa Croce    | 22-25, 23-25, 16-25               |
| 6ª giornata - 12 novembre 2016 PalaCivitanova, Civitanova Marche | Potentino           | 2 - 3 | Rinascita Lagonegro | 25-20, 28-26, 19-25, 24-26, 11-15 |
| 7ª giornata - 20 novembre 2016 PalaAlberti, Lauria               | Rinascita Lagonegro | 3 - 0 | Club Italia         | 25-23, 25-20, 25-16               |
| 8ª giornata - 27 novembre 2016 Palasport Comunale, Ortona        | Impavida Ortona     | 1 - 3 | Rinascita Lagonegro | 20-25, 25-20, 21-25, 24-26        |
| 9ª giornata - 4 dicembre 2016 PalaAlberti, Lauria                | Rinascita Lagonegro | 3 - 0 | Alessano            | 25-22, 25-15, 25-19               |

##### Girone di ritorno
| 10ª giornata - 8 dicembre 2016 PalaAlberti, Lauria               | Rinascita Lagonegro | 2 - 3 | New Mater           | 25-19, 21-25, 25-22, 23-25, 14-16 |
| 11ª giornata - 11 dicembre 2016 PalaEstra, Siena                 | Emma Villas         | 3 - 0 | Rinascita Lagonegro | 25-16, 25-17, 25-16               |
| 12ª giornata - 18 dicembre 2016 PalaAlberti, Lauria              | Rinascita Lagonegro | 0 - 3 | Tuscania            | 17-25, 26-28, 22-25               |
| 13ª giornata - 26 dicembre 2016 PalaJacazzi, Aversa              | Aversa              | 2 - 3 | Rinascita Lagonegro | 29-31, 26-24, 27-25, 23-25, 8-15  |
| 14ª giornata - 5 gennaio 2017 PalaParenti, Santa Croce sull'Arno | Lupi Santa Croce    | 3 - 0 | Rinascita Lagonegro | 25-13, 25-22, 26-24               |
| 15ª giornata - 8 gennaio 2017 PalaAlberti, Lauria                | Rinascita Lagonegro | 3 - 0 | Potentino           | 25-22, 25-22, 25-21               |
| 16ª giornata - 18 gennaio 2017 Palazzetto dello Sport, Roma      | Club Italia         | 1 - 3 | Rinascita Lagonegro | 19-25, 31-33, 28-26, 16-25        |
| 17ª giornata - 22 gennaio 2017 PalaAlberti, Lauria               | Rinascita Lagonegro | 3 - 0 | Impavida Ortona     | 25-17, 27-25, 25-22               |
| 18ª giornata - 4 febbraio 2017 Palazzetto dello Sport, Tricase   | Alessano            | 2 - 3 | Rinascita Lagonegro | 16-25, 25-22, 24-26, 25-20, 12-15 |

#### Pool salvezza

##### Girone di andata
| 1ª giornata - 12 febbraio 2017 PalaAlberti, Lauria           | Rinascita Lagonegro | 0 - 3 | M&G                 | 19-25, 21-25, 21-25        |
| 2ª giornata - 18 febbraio 2017 PalaGrotte, Castellana Grotte | Materdomini         | 0 - 3 | Rinascita Lagonegro | 23-25, 16-25, 23-25        |
| 3ª giornata - 22 febbraio 2017 PalaAlberti, Lauria           | Rinascita Lagonegro | 1 - 3 | Castellana          | 25-19, 23-25, 11-25, 11-25 |
| 4ª giornata - 26 febbraio 2017 PalaParini, Cantù             | Libertas Brianza    | 1 - 3 | Rinascita Lagonegro | 18-25, 17-25, 28-26, 20-25 |
| 5ª giornata - 5 marzo 2017 PalaAlberti, Lauria               | Rinascita Lagonegro | 1 - 3 | Atlantide Brescia   | 25-10, 25-27, 14-25, 20-25 |

##### Girone di ritorno
| 6ª giornata - 12 marzo 2017 PalaGrottazzolina, Grottazzolina | M&G                 | 0 - 3 | Rinascita Lagonegro | 23-25, 19-25, 22-25              |
| 7ª giornata - 19 marzo 2017 PalaAlberti, Lauria              | Rinascita Lagonegro | 3 - 0 | Materdomini         | 25-17, 25-19, 25-17              |
| 8ª giornata - 22 marzo 2017 Palazzetto dello Sport, Brendola | Castellana          | 2 - 3 | Rinascita Lagonegro | 20-25, 25-22, 25-11, 14-25, 8-15 |
| 9ª giornata - 26 marzo 2017 PalaAlberti, Lauria              | Rinascita Lagonegro | 3 - 1 | Libertas Brianza    | 25-21, 25-23, 18-25, 25-21       |
| 10ª giornata - 1º aprile 2017 PalaSanFilippo, Brescia        | Atlantide Brescia   | 3 - 0 | Rinascita Lagonegro | 25-20, 25-16, 25-20              |

## Statistiche

### Statistiche di squadra
| Competizione | Punti | In casa | In casa | In casa | In trasferta | In trasferta | In trasferta | Totale | Totale | Totale |
| Competizione | Punti | G       | V       | P       | G            | V            | P            | G      | V      | P      |
| ------------ | ----- | ------- | ------- | ------- | ------------ | ------------ | ------------ | ------ | ------ | ------ |
| Serie A2     | 39    | 14      | 6       | 8       | 14           | 9            | 5            | 28     | 15     | 13     |
| Totale       | -     | 14      | 6       | 8       | 14           | 9            | 5            | 28     | 15     | 13     |

G = partite giocate; V = partite vinte; P = partite perse

### Statistiche dei giocatori
| Giocatore     | Serie A2 | Serie A2 | Serie A2 | Serie A2 | Serie A2 | Totale | Totale | Totale | Totale | Totale |
| Giocatore     | P        | PT       | AV       | MV       | BV       | P      | PT     | AV     | MV     | BV     |
| ------------- | -------- | -------- | -------- | -------- | -------- | ------ | ------ | ------ | ------ | ------ |
| F. Boesso     | 17       | 77       | 69       | 5        | 3        | 17     | 77     | 69     | 5      | 3      |
| M. Cubito     | 28       | 229      | 197      | 17       | 15       | 28     | 229    | 197    | 17     | 15     |
| G. Boscaini   | 27       | 202      | 132      | 62       | 8        | 27     | 202    | 132    | 62     | 8      |
| W. da Silva   | 23       | 55       | 43       | 7        | 5        | 23     | 55     | 43     | 7      | 5      |
| N. Fortunato  | 24       | 0        | 0        | 0        | 0        | 24     | 0      | 0      | 0      | 0      |
| P. Gabriele   | 14       | 28       | 24       | 4        | 0        | 14     | 28     | 24     | 4      | 0      |
| J. Gălăbinov  | 27       | 353      | 296      | 32       | 25       | 27     | 353    | 296    | 32     | 25     |
| A. Giosa      | 28       | 167      | 101      | 47       | 19       | 28     | 167    | 101    | 47     | 19     |
| M. Kindgard   | 10       | 32       | 12       | 14       | 6        | 10     | 32     | 12     | 14     | 6      |
| J. Kvalen     | 27       | 389      | 343      | 24       | 22       | 27     | 389    | 343    | 24     | 22     |
| D. Mairona    | 27       | 1        | 1        | 0        | 0        | 27     | 1      | 1      | 0      | 0      |
| L. Parisi     | 5        | 4        | 2        | 1        | 1        | 5      | 4      | 2      | 1      | 1      |
| L. Piazza     | 18       | 48       | 24       | 11       | 13       | 18     | 48     | 24     | 11     | 13     |
| M. Pizzichini | 13       | 21       | 9        | 9        | 6        | 13     | 21     | 9      | 9      | 6      |
| F. Zonno      | 7        | 2        | 1        | 0        | 1        | 7      | 2      | 1      | 0      | 1      |

P = presenze; PT = punti totali; AV = attacchi vincenti; MV = muri vincenti; BV = battute vincenti